# Santiago García (Fußballspieler, 1990)
Santiago Damián García Correa (* 14. September 1990 in Montevideo; † 4. Februar 2021 in Mendoza, Argentinien) war ein uruguayischer Fußballspieler.

## Karriere

### Verein
Der je nach Quellenlage 1,77 Meter oder 1,81 Meter große El Morro genannte dunkelhäutige Santiago García wuchs im Barrio Colón auf. Dort entstand sein Spitzname daraus, dass er von den Müttern seiner Freunde – wohl in Anlehnung an die Hautfarbe – zunächst Morrocoyo oder Morrongo gerufen wurde, was in der heute geläufigen verkürzten Bezeichnung mündete.
Er begann mit dem Vereinsfußball in der Jugend von Libertad Washington und wechselte Ende 2007 in die Jugendmannschaft von Nacional Montevideo, wo er zunächst in der Quinta División (5. Liga) spielte. Dort machte er erstmals mit einem Tor-Dreierpack im Finale jener Meisterschaftsrunde gegen Danubio auf sich aufmerksam, was ihm den Weg in die Erste Mannschaft ebnete. Später entschieden die Verantwortlichen von Nacional, ihn im letzten Moment noch für die Copa Libertadores zu melden.
Im Januar 2008 folgte eine kurze Ausleihe zu Juventud für ein Turnier in Mexiko. Dadurch verpasste er auch größtenteils die Saisonvorbereitung der ersten Mannschaft zur Clausura 2008. Es folgte eine Muskelverletzung, die Einsätze in der Primera División und in den internationalen Wettbewerben der Bolsos zunächst verhinderte. So kam er lediglich in einem in Artigas absolvierten Spiel zur Eröffnung des Estadio de San Eugenio zum Einsatz. In der Folge kam er mehrfach in der Tercera Nacionals zum Zuge. Sein erster Pflichtspieleinsatz fand dann am 27. Juli 2008 in der Liguilla statt. Sein Debüt krönte er mit einem Treffer. In der Folgezeit spielte er bis Sommer 2011 für die Montevideaner. In seiner Zeit bei den Bolsos ist der Gewinn zweier uruguayischer Meisterschaften in den Saisons 2008/09 und 2010/11 zu verzeichnen. In der Saison 2010/11 wurde er mit 23 erzielten Treffern Torschützenkönig der Primera División. Auch die diesbezügliche Wertung des Torneo Apertura 2010 hatte er mit 15 Treffern und somit vier Toren Vorsprung auf Rodrigo Mora (Defensor Sporting) zu seinen Gunsten entschieden. In den drei Spielzeiten 2008/09 bis 2010/11 sind für ihn 79 Einsätze in der Primera División verzeichnet, bei denen er insgesamt 40 Tore schoss. Hinzu kommen 16 Spiele (vier Tore) in der Copa Libertadores und zwei Tore in sechs absolvierten Liguilla-Begegnungen.
Im Oktober 2011 wurde der vom Spielerberater Carlos Soca vertretene Uruguayer in seiner Heimat aufgrund einer Analyse im Labor des Sportministeriums des Dopings mittels Kokainkonsum überführt, woraufhin eine auf sechs Monate reduzierbare Sperre von zwei Jahren in seinem Heimatland eintreten sollte. Da er zu dieser Zeit nicht in Uruguay unter Vertrag stand, traf den uruguayischen Fußballverband keine Verpflichtung, das Vergehen der FIFA zu melden. Sowohl für die Nationalmannschaft als auch bezogen auf sämtliche uruguayische Klubs sollte die Sperre in Kraft treten. Die Probe war im letzten Saisonspiel der Spielzeit 2010/11 gegen Defensor Sporting abgegeben worden.
Bereits im Juni 2011 wechselte García in die brasilianische Série B zu Athletico Paranaense. Nacional sollte dafür eine Ablösesumme in Höhe von 4.750.000 US-Dollar zuzüglich einer 50-%-Beteiligung bei einer potentiellen Weiterveräußerung nach Europa innerhalb der folgenden fünf Jahre erhalten. Dort kam er bis zum 27. November 2011 zu 13 Startelfeinsätzen bei insgesamt 15 absolvierten Ligapartien und erzielte zwei Tore.
Da der brasilianische Verein seinen finanziellen Verpflichtungen aus dem Transfer gegenüber Nacional nicht nachkam, kehrte García im Mai 2012 zunächst in seine Geburtsstadt zurück.
Im Sommer 2012 wurde sein abermaliger Wechsel zum türkischen Erstligisten Kasımpaşa Istanbul bekanntgegeben. Dort unterschrieb er einen ab dem 22. August 2012 laufenden Dreijahresvertrag bis zum 31. Mai 2015. Anfang November 2012 traf er nach längerer Torflaute beim 5:0-Sieg im Pokal-Wettbewerb gegen Kocaelispor. Insgesamt absolvierte er in der Saison 2012/13 lediglich ein Ligaspiel (kein Tor) bei den Türken und kam zweimal im Pokal (zwei Tore) zum Einsatz.
In der Spielzeit 2013/14 stand er erneut bei Nacional unter Vertrag. Wenige Tage nach Abschluss der Apertura 2013 sorgte García erneut für negative Schlagzeilen. Am Weihnachtsmorgen geriet er auf der Rambla in eine Polizeikontrolle und wies bei einer Spirometer-Kontrolle einen Alkoholgehalt von 2,2 Gramm pro Liter Blut auf. Das kostete ihn den Führerschein. In der gesamten Saison kam er bei Nacional zu 14 Erstligaeinsätzen. Zu einem Torerfolg kam er nicht. Zudem absolvierte er vier Partien der Copa Libertadores 2014 und schoss dabei ein Tor. Anschließend wurde er als Abgang vermeldet. Sein Vertrag war nicht verlängert worden. Anfang August 2014 schloss er sich sodann dem Ligakonkurrenten River Plate Montevideo an. In der Saison 2014/15 wurde er in 20 Erstligaspielen (drei Tore) und zwei Partien (ein Tor) der Copa Sudamericana 2014 eingesetzt. In der Spielzeit 2015/16 absolvierte er in der Apertura 15 Ligaspiele und erzielte zehn Treffer. Im Januar 2016 schloss er sich dem argentinischen Verein Godoy Cruz aus Mendoza an. Nach fünf Jahren bei Godoy Cruz verließ er den Verein im Januar 2021.

### Nationalmannschaft
Santiago García spielte in den Jahren 2007 bis 2009 insgesamt neunmal für die U-20 Nationalmannschaft seines Landes. Mit dieser nahm er an der U-20-Fußball-Südamerikameisterschaft 2009 und an der U-20-Fußball-Weltmeisterschaft 2009 teil. Bei ersterer erreichte man den dritten Platz und beim zweitgenannten Turnier schied man im Achtelfinale gegen die U-20 Nationalmannschaft Brasiliens aus.

## Tod
García wurde am 6. Februar 2021 tot aufgefunden. Nach Polizeiangaben hatte er zwei Tage zuvor Suizid begangen.

## Erfolge
- Zweimal Uruguayischer Meister (2008/09, 2010/11)
- Einmal Torschützenkönig der Primera División (2010/11)